# شرکت صدر فولاد
شرکت صدر فولاد یک از شرکت‌های تولیدکننده فولاد و صنایع فلزی ایران است و سالانه به‌طور میانگین ۲۰۰ هزار تن میلگرد تولید می‌کند. و در جنوب شهر خرم‌آباد قرار دارد.